# 柳托維斯卡
49°35′26″N 23°0′49″E / 49.59056°N 23.01361°E
柳托維斯卡（羅馬化：Liutovyska）是烏克蘭西部的村莊，隸屬利維夫州的桑比爾區。該村始建於1515年，面積1.25平方公里，海拔高度301米，2001年人口544，人口密度每平方公里435.2人。